# Showdown (How I Met Your Mother)
Showdown är det tjugonde avsnittet av andra säsongen av TV-serien How I Met Your Mother. Det hade premiär på CBS den 30 april 2007.

## Sammandrag
Barney är extatisk över sitt framträdande i tv-programmet The Price Is Right, eftersom han vill träffa Bob Barker. Marshall och Lily ska sova på olika håll fram till sitt bröllop.

## Handling
När bröllopet närmar sig funderar Marshall och Lily på att sova på varsitt håll, men de tänker att bandet mellan dem är alltför starkt. De har redan sympatismärtor och följer varandra överallt. Vännerna utmanar dem att göra det i alla fall, så Lily får bo hos Robin medan Marshall hjälper Ted med hans tal som best man på bröllopet.
Lily provar sin brudklänning hos Robin och upptäcker att hon har gått ner i vikt så att den inte längre passar. Att sy in klänningen skulle vara för dyrt, så Robin hjälper henne att äta upp sig. Det går inte så bra; Lily tappar vikt i stället för att lägga på sig. Därför pressar Robin henne hårdare. 
Under tiden är Marshall missnöjd med Teds tal, eftersom det innehåller pinsamma historier om sex och supande i parets förflutna. Censuren går så långt att Ted skriver ett tal där vännerna dricker chokladmjölk och de kommer på Marshall och Lily med att hålla varandra i händerna. Så småningom upptäcker Ted dock att Marshall har smugit ut varje natt för att träffa Lily på ett hotellrum. Han kan berätta om den händelsen i sitt tal på bröllopet, och konstatera att Marshall och Lily älskar varandra så mycket att de inte ens kan vara ifrån varandra ett par nätter. Dessutom äter paret så mycket mat på hotellrummet att Lilys brudklänning passar igen.
Barney har tränat hårt för att vara med i tv-programmet The Price is Right. Han vill imponera på programledaren Bob Barker, som han tror är hans far. När han är med i programmet svarar han rätt på alla frågor och vinner massor av priser som han ger i bröllopspresent till Marshall och Lily. Han passar också på att visa Bob Barker bilder av sig själv. Programledaren säger att han är stolt över Barney, vilket nästan får honom att börja gråta. Han vågar dock inte berätta för Barker att han skulle vara hans pappa.

## Kulturella referenser
- Barney är med i tv-programmet The Price is Right.
- När Lily misslyckas med att gå upp i vikt trots att hon äter skräpmat säger hon att den som gjorde filmen Super Size Me pratade strunt.